# 勧善懲悪 (イスラーム)
勧善懲悪（かんぜんちょうあく、アラビア語: الأمر بالمعروف والنهي عن المنكر　アムル ビル マアルーフ　ワ アンナヒー アニ アルムンカル）とは、イスラム教における倫理概念の一つ。字義通り訳せば「善行を指導し悪行を禁止する（こと）」であるが、簡明な日本語訳として「勧善懲悪」が当てられる。
イスラム主義の団体名にも用いられる。

## イスラムにおける勧善懲悪
ワッハーブ派などの原理主義派では勧善懲悪の実施を信徒の義務と考えており、日本のように物語上のフィクションではなく現実社会において行わなければならない行為と位置づけられている。この場合に正義とは、悪とは何かという問題に対してイスラムにおける正義が用いられる。

## イスラム国家の宗教警察

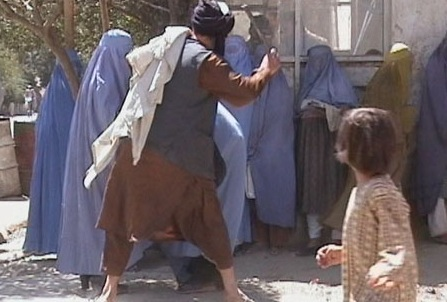
公共の場でブルカの被り物を脱いだとして、タリバンの宗教警察が女性を暴行している様子

イスラム教国家の中には、「勧善懲悪」を実行する行政機関として、ムタワ（宗教警察、道徳警察）が置かれている国家がある。

### サウジアラビア
サウジアラビアには勧善懲悪委員会が設置されている。

### アフガニスタン
アフガニスタンには勧善懲悪省が設置されている。1992年にラッバーニー政権（アフガニスタン・イスラーム国）によって設置されたこの省は、ターリバーン政権（アフガニスタン・イスラーム首長国）の下で激しい活動を行った。2001年のターリバーン政権崩壊とともに一度消滅したものの、2021年にターリバーンの政権再掌握とともに復活した。

## イスラム主義団体
FATAカイバル地区で活動しているイスラム主義の団体に「勧善懲悪」(英語でThe Promotion of Virtue and Prevention of Vice)がある。

## 関連文献
- 在ドバイ日本国総領事館「サウジアラビア内政（宗教勢力の動向：勧善懲悪委員会） 」